# Le Droit humain (Portugal)
 (mars 2024).
Pour les articles homonymes, voir Droit humain.
La fédération portugaise du « Droit humain » (Federação portuguesa) de l'Ordre maçonnique mixte international « le Droit humain » (OMMIDH) , a été fondée le 8 décembre 2007 par la réception de la charte définitive du Suprême Conseil universel mixte « le Droit humain » accordée lors du Convent international de l'OMMIDH en 2007.
Elle travaille aux trois premiers degrés de la maçonnerie symbolique du Rite écossais ancien et accepté (REAA) pour ses loges bleues et aux trente autres degrés du REAA pour les ateliers supérieurs, assurant ainsi la continuité initiatique du rite.

## Histoire

### De 1923 à 1926
La militante féministe Adelaide Cabete (1867-1935) est initiée en 1907 dans la loge féminine « Humanidade n°276 » au sein du Grand Orient lusitanien uni connu sous le nom de Grand Orient lusitanien (GOL).
Le GOL retire l'égalité de traitement entre les femmes et les hommes et demande à la loge de fonctionner au titre d'une loge d'adoption.
La loge, dont le vénérable maître est Adelaide Cabete, refuse, quitte le GOL en 1923 et demande son admission à l'Ordre maçonnique mixte international « le Droit humain », ce qui est accepté la même année.
De 1923 à 1926, sous la direction d'Adelaide Cabete, vénérable maître de la Loge Humanidade et déléguée du Suprême Conseil, se forment cinq loges (dont « Fiat Lux » à Lisbonne et « Trindade Leitão » à Alcobaça) et au moins un triangle (il manque des données sur un triangle à Portalegre et un autre à Beja). La Juridiction portugaise est créée et Adelaide Cabete en devient présidente.
Après le coup d'État du 28 mai 1926 instaurant la dictature nationale (1926-1933), la franc-maçonnerie est interdite. Le Droit humain disparaît, tout comme les autres obédiences.

### De 1980 à 1985
Avec la Révolution des Œillets du 25 avril 1974, la liberté d'association est restaurée et la loi nº 1901 du 2 mai 1935 (pt) est abrogée.
En 1980, à l'initiative de Jacqueline et René Aucouturier, initiés à Mont-de-Marsan, une nouvelle loge Humanidade, en hommage à celle créée en 1923, est créée à Lisbonne. La loge est rattachée à la Juridiction ibérique.
La loge Fraternidade est créée en 1983 à Porto et la loge Athanor en 1984 à Lisbonne, toujours au sein de la Juridiction ibérique.

### De 1985 à 2007
La Juridiction portugaise, qui existait en 1926, est recréée en 1985, avec à sa tête Jacqueline Aucouturier comme déléguée. Elle siège au Suprême Conseil universel mixte « le Droit humain ».
En 1993, sont constitués le Souverain chapitre (du 15e au 18e degré du REAA) A Rosa Lusitana et en 1995 le Sublime aréopage (du 19e au 30e degré du REAA) O Porto do Graal.
En 1998, Jorge Gomes est nommé nouveau délégué de la juridiction par le Suprême conseil.
En 2000, la loge Liberalitas est créée à Évora. En 2002, c'est la loge União qui est créée à Alcobaça. En 2003, la loge Gaia est créée à Vila Nova de Gaia, la loge Adelaide Cabete à Braga et la loge de perfection (du 4e au 14e degré du REAA) Sete Colinas à Lisbonne.
C'est au cours du convent internationale de Paris, en 2007, qu'est acceptée le principe de la constitution de la fédération portugaise.
Le 8 décembre 2007, le siège de l'ordre, au centre de Lisbonne, constitué de deux temples, est inauguré. Le même jour, la charte définitive est reçue et la Fédération portugaise est officiellement instituée.

### Depuis 2007
Lors de la cérémonie de son premier anniversaire, le 8 décembre 2008, deux traités d'amitié sont signés avec le Grand Orient lusitanien et la Grande Loge féminine du Portugal, rejoignant les trois plus anciennes obédiences libérales et adogmatiques au Portugal.
En 2011, la  loge Estrela da Manhâ est créée à Aveiro.
En 2024, la fédération dispose de 10 loges :
- Loges Humanidade (1980), Athanor (1984), Liberdade à Lisbonne ;
- Loge Fraternidade (1983) à Porto ;
- Loge Liberalitas (2000) à Évora ;
- Loge União (2002) à Nazaré/Alcobaça ;
- Loge Gaia (2003) à Vila Nova de Gaia, près de Porto ;
- Loge Adelaide Cabete (2003) à Braga ;
- Loge Estrela da Manhâ (2011) à Aveiro ;
- Loge Luz e Esperança à Algés (Oeiras)/Lisbonne.